# 毛虫猪笼草
毛虫猪笼草（学名：Nepenthes erucoides）是一种菲律宾迪纳加特岛最高峰雷东多山（Mount Redondo）特有的热带食虫植物，分布于海拔800米至山顶929米处。其生长于一种非常瘠薄的基质上。该基质由“红土镍矿石和崩解的铬铁矿碎石，以及其衍生的黏土”组成，是已知有猪笼草繁衍的最极端的超基性土壤。
毛虫猪笼草的种加词“erucoides”来源于拉丁文“eruca”和希腊文“-oides”，以为“类似毛虫的”，指其具有密集毛被的发育中的叶片，特别是其笼蔓，描述中称其类似于“灯蛾亚科某些大鳞翅类毛茸茸的幼虫”。毛虫猪笼草新叶的毛被是猪笼草属中最密集的，但在叶片发育过程中会逐渐脱落。
根据《國際自然保護聯盟瀕危物種紅色名錄》的标准，由于该物质受到原生地完整性下降的威胁，毛虫猪笼草被描述作者非正式地评定为极危。

## 相关物种

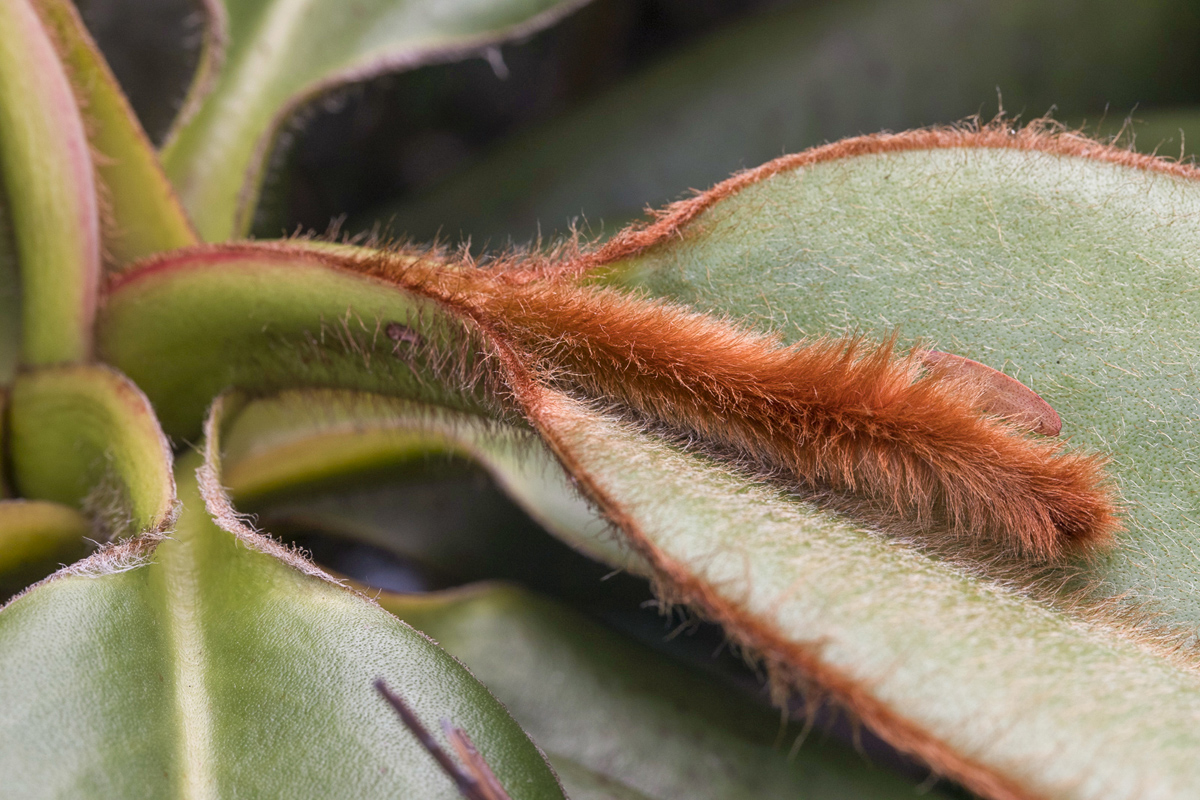
毛虫猪笼草毛虫样的新叶

虽然产自巴拉望岛的曼塔灵阿汉山猪笼草（N. mantalingajanensis）与其较为相似，但毛虫猪笼草的亲缘关系仍尚不明确。该物种所在的超基性生态环境辐射出一系列特殊的相关特征，包括：“叶片形态缩小，硬叶，多毛，植株矮小”，这也类似于辛布亚岛超基性峰贵亭山上分布的阿金特猪笼草（N. argentii）。这些相似的形态特征并不具有遗传关联，可能是趋同进化的结果。毛虫猪笼草与棉兰老岛猪笼草（N. mindanaoensis）和贝里猪笼草（N. bellii）共同分布。宝特瓶猪笼草（N. truncata）分布于海拔800米以下的高山矮曲林中，美林猪笼草（N. merrilliana）分布于海拔600米以下区域。